# Mestosoma laetum
Mestosoma laetum är en mångfotingart som beskrevs av Filippo Silvestri 1897. Mestosoma laetum ingår i släktet Mestosoma och familjen orangeridubbelfotingar. Inga underarter finns listade i Catalogue of Life.